# Orbiter Boom Sensor System
Orbiter Boom Sensor System или за по-кратко OBSS е удължител, оборудван със сензори, първоначално предвиден за космическата совалка, а впоследствие и за Международната космическа станция (МКС).

## История
На 1 февруари 2008 година при навлизане в атмосферата космическата совалка Колумбия изгаря и убива екипажа си. Проведено е разследване, което открива, че термалният щит на совалката е бил повреден от откъснало се парче изолационна пяна от външния резервоар на совалката при изстрелване.
Преди на совалките да бъде разрешено до продължат с полетите са взети мерки за предотвратяване на инциденти от подобно естество за в бъдеще. Това включва и изграждането на удължител за роботната ръка на совалката (Канадарм), който да може да достигне всяка точка от термалния щит и да го инспектира за повреди със специални сензори. Ако инженерите, отговарящи за полета видят потенциална повреда в други зони на снимки, заснети по време на излитането или при маневрата за скачване, тогава могат да бъдат сканирани допълнителни места.

## Описание
OBSS има почти същия дизайн като Канадарм с това изключение, че някои от свръзките са статични. Фактът, че дизайнът на удължението е сходен с този на Канадарм способства за бързото конструиране на три екземпляра – по един за всяка совалка. На края на удължението са монтирани два пакета със сензори. Освен това по цялата дължина на OBSS има монтирани ръкохватки за астронавти.

## Ремонт на Ферма П6
По време на мисия STS-120 до МКС OBSS е използвана при разгъването на слънчевите панели на Ферма П6. Няколко от сегментите на панелите залепват един за друг и се налага астронавтът Скот Паразински да ги разлепи ръчно. Но той не може да ги достигне, тъй като Канадарм2 е прекалено къса. Тогава астронавтите захващат OBSS с Канадарм2 и Паразински успешно разлепва панелите.

## OBSS на МКС
Имайки предвид ползите, които биха могли да бъдат извлечени от OBSS в ролята на удължител на Канадарм2, ръководството на НАСА решава да остави удължението на совалката Индевър за постоянно на станцията след последния ѝ полет – STS-134. За целта са извършени някои дребни модификации на удължителя.